# Nové Pertoltice

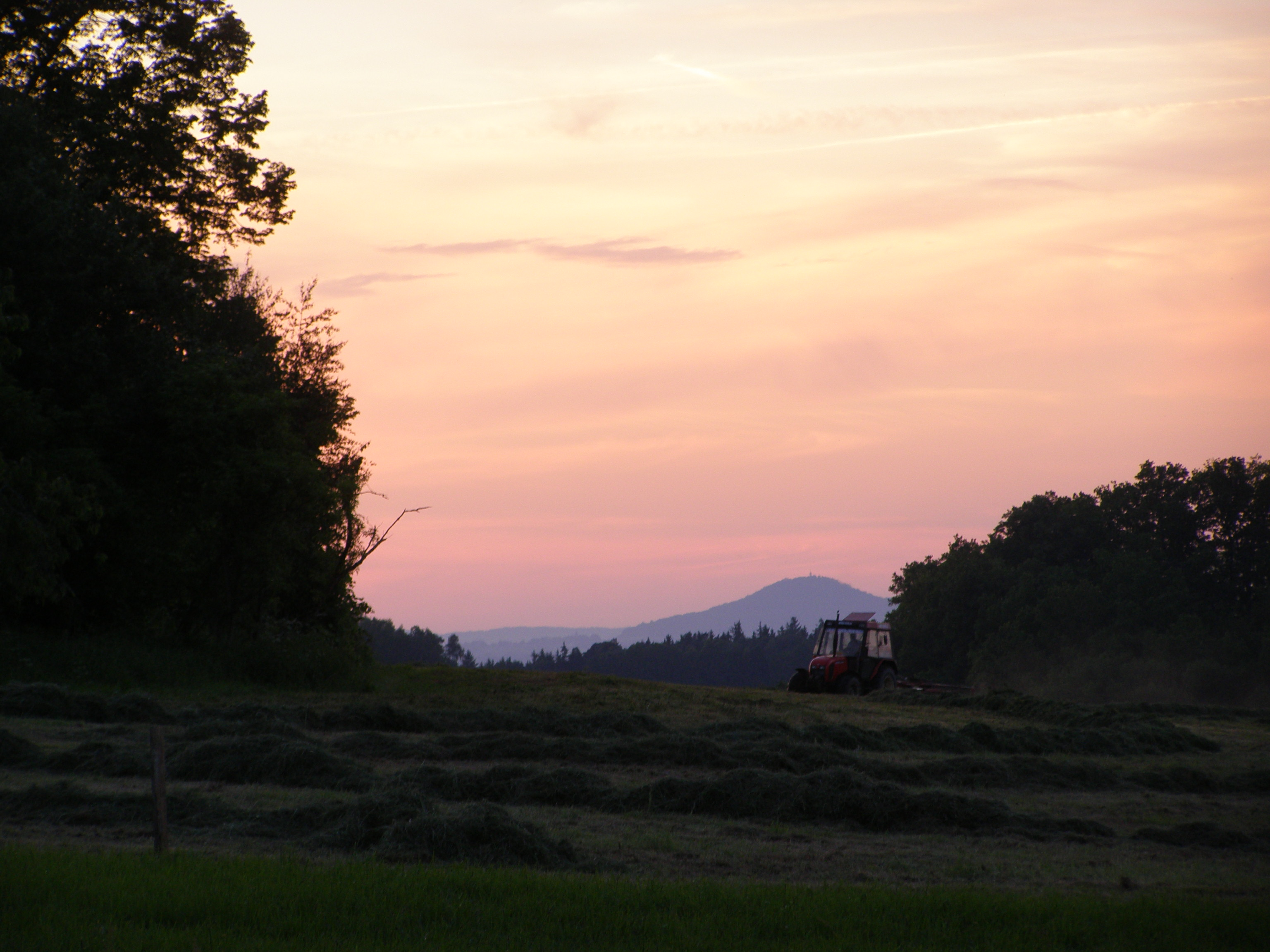
Landschaft bei Nové Pertoltice, im Hintergrund der Frýdlantský vrch

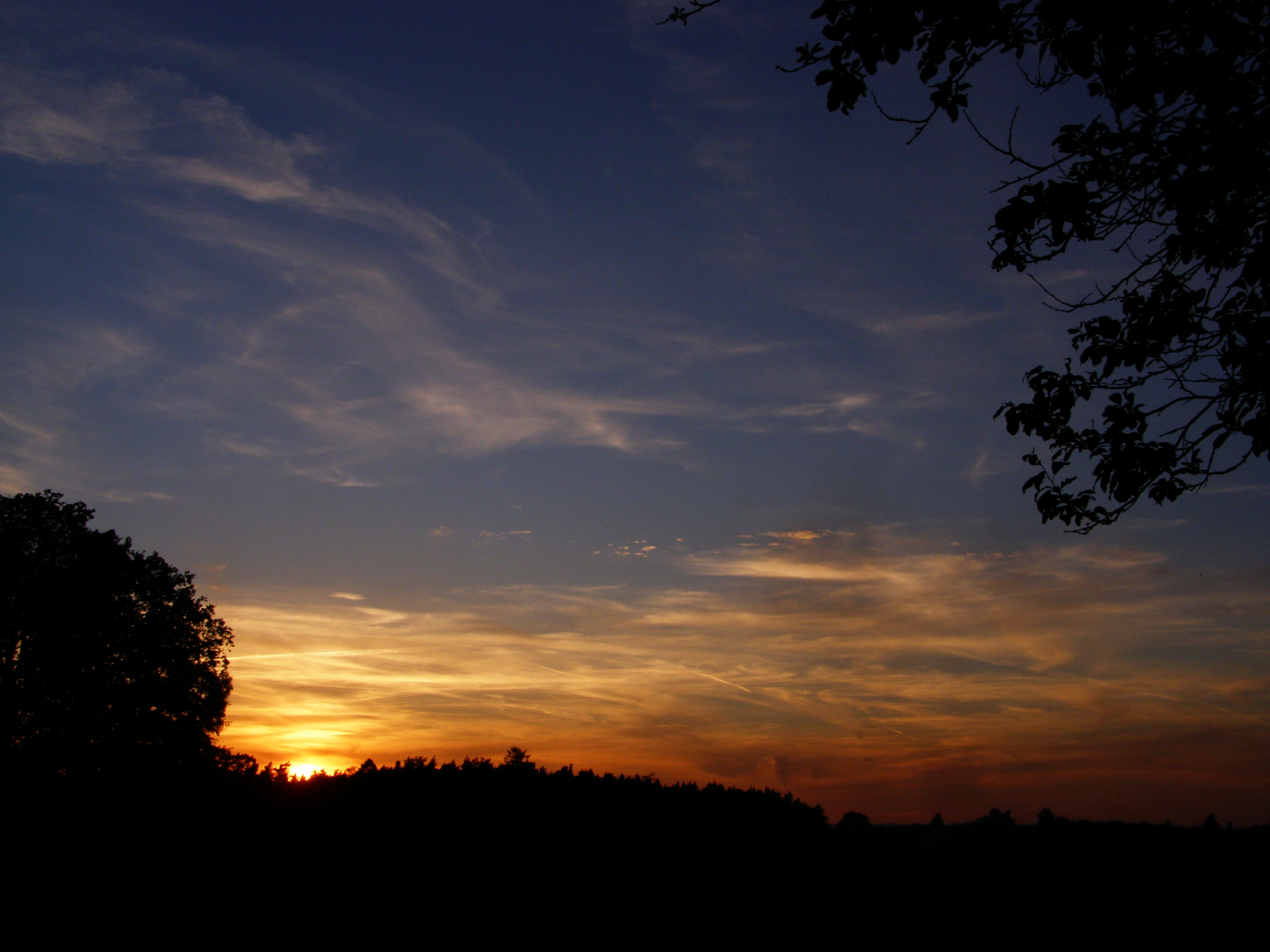
Sonnenuntergang in Nové Pertoltice

Nové Pertoltice (deutsch Neu Berzdorf) ist eine Ansiedlung der Gemeinde Pertoltice in Tschechien. Sie liegt fünf Kilometer nördlich des Stadtzentrums von Frýdlant und gehört zum Okres Liberec.

## Geographie
Nové Pertoltice liegt auf dem Hügel Studenec zwischen den Tälern der Bäche Bulovský potok und Pertoltický potok im Isergebirgsvorland. Südöstlich erheben sich der Studenec (Loderberg, 330 m) und der Na Lišce (350 m), im Süden der Frýdlantský vrch (Resselberg, 399 m) und der Holubí vrch (Lange Fichte, 345 m), westlich der Kamenáč (304 m) sowie im Nordwesten die Pohanské kameny (Hain, 297 m), die Na Výšině und der
Hradec (Abtsberg, 313 m).
Nachbarorte sind Dolní Pertoltice im Norden, Horní Pertoltice im Nordosten, Bulovka und Arnoltice im Osten, Krásný Les im Südosten, Údolí im Süden, Harta, Víska, Minkovice und Poustka im Südwesten, Višňová und Předlánce im Westen sowie Filipovka und Boleslav im Nordwesten.

## Geschichte
Neu Berzdorf wurde im Jahre 1782 auf emphyteutisierten Fluren des Gutes Nieder-Berzdorf durch den Besitzer der Herrschaft Friedland, Christian Phillip Graf Clam-Gallas gegründet.
Im Jahre 1832 bestand Neu-Berzdorf aus 50 Häusern mit 303 deutschsprachigen Einwohnern. Pfarrort war Nieder-Berzdorf. Im Jahre 1838 erbte Eduard Clam-Gallas den Besitz. Bis zur Mitte des 19. Jahrhunderts blieb Neu-Berzdorf der Allodialherrschaft Friedland untertänig.
Nach der Aufhebung der Patrimonialherrschaften bildete Neu-Berzdorf / Nový Berzdorf ab 1850 einen Ortsteil der Gemeinde Nieder-Berzdorf im Bunzlauer Kreis und Gerichtsbezirk Friedland. Ab 1868 gehörte Neu-Berzdorf zum Bezirk Friedland. Seit 1923 wurde auch der tschechische Name Nové Pertoltice als amtlicher Name verwendet. Nach dem Münchner Abkommen erfolgte 1938 die Angliederung an das Deutsche Reich; bis 1945 gehörte Neu-Berzdorf zum Landkreis Friedland. Nach dem Ende des Zweiten Weltkrieges kam Nové Pertoltice zur Tschechoslowakei zurück. In den Jahren 1946 und 1947 wurden die meisten deutschböhmischen Bewohner vertrieben. Danach blieb Nové Pertoltice nur schwach besiedelt und verlor seinen Status als Ortsteil; ein Teil der leerstehenden Gebäude wurde abgerissen. Ende 1949 wurden die Gemeinden Dolní Pertoltice und Horní Pertoltice zur Gemeinde Pertoltice vereinigt. Am 1. Mai 1980 wurde Nové Pertoltice zusammen mit Pertoltice nach Habartice eingemeindet. Seit dem 1. Januar 1991 gehört Nové Pertoltice zur wieder errichteten Gemeinde Pertoltice.

## Ortsgliederung
Nové Pertoltice gehört zum Ortsteil Dolní Pertoltice und ist auch Teil des gleichnamigen Katastralbezirkes.